# Jean-Paul Lilienfeld
Jean-Paul Lilienfeld (nacido el 17 de julio de 1962) es un actor, escritor y director francés. Su película, La journée de la jupe , fue nominada a tres Premios César en 2009, incluyendo Mejor Película y Mejor Guion Original para Lilienfeld.

## Filmografía

### Guionista
- 1987 : L'Été en pente douce
- 1987 : L'Œil au beur(re) noir
- 1991 : La Contre-allée
- 1992 : De Zevende Hemel
- 1996 : XY
- 1997 : Quatre garçons pleins d'avenir
- 2001 : HS Hors Service
- 2008 : La journée de la jupe
- 2012 : Arrêtez-moi

### Director

#### Largometrajes
- 1992 : De Zevende Hemel
- 1996 : XY
- 1997 : Quatre garçons pleins d'avenir
- 2001 : HS Hors Service
- 2009 : La journée de la jupe
- 2012 : Arrêtez-moi